# 国際鳥類学会議
国際鳥類学会議（こくさいちょうるいがくかいぎ、英語: International Ornithological Congress；IOC）は、定期的に開催されている鳥類学者の国際的な研究集会である。主催者は国際鳥類学者連合。「国際鳥学会議」とも訳される。なお、しばしば、「国際鳥学会」、「国際鳥類学会」等と言われることがあるが、定常的に会員を擁する「学会」（society）ではないので、これらの訳語は不適切である。
1884年に始まり、1926年からは（第二次世界大戦による1942年と1946年の休止を除き）4年ごとに開かれている。

## これまでの開催年と開催地
1. 1884年  ウィーン
2. 1891年  ブダペスト
3. 1900年  パリ
4. 1905年  ロンドン
5. 1910年  ベルリン
6. 1926年  コペンハーゲン
7. 1930年  アムステルダム
8. 1934年  オックスフォード
9. 1938年  ルーアン
10. 1950年  ウプサラ
11. 1954年  バーゼル
12. 1958年  ヘルシンキ
13. 1962年  イサカ
14. 1966年  オックスフォード
15. 1970年  ハーグ
16. 1974年  キャンベラ
17. 1978年  ベルリン
18. 1982年  モスクワ
19. 1986年  オタワ
20. 1990年  クライストチャーチ
21. 1994年  ウィーン
22. 1998年  ダーバン
23. 2002年  北京
24. 2006年  ハンブルク
25. 2010年  カンポス・ド・ジョルダン
26. 2014年  東京
27. 2018年  バンクーバー

## 日本での開催

### 1990年の誘致
日本鳥学会は第20回大会（1990年）の招致活動をしたが実現しなかった。
第20回大会（1990年）は、開催をクライストチャーチに譲ることになったが、黒田長久日本鳥学会会頭が会議の名誉会長となった（会長はCharles Sibley）。

### 第26回国際鳥類学会議（2014年8月、東京）
その後、日本鳥学会では第26回大会（2014年）の招致活動を行い、その結果、2010年8月の第25回大会（ブラジル、カンポス・ド・ジョルダン）で第26回大会の東京（立教大学池袋キャンパス）開催が決定した。
以下は開催趣意書による。
- 会議の名称とテーマ
  - 会議の名称　第26回国際鳥類学会議　26th International Ornithological Congress (IOC 2014)
  - 会議のテーマ　「いでよ、アジアの若い鳥学者！人と鳥の共存をめざして！」
- 主催・併催機関などの名称
  - 主催  IOC2014実行委員会・IOC2014国内委員会・IOC2014準備委員会
  - 共催  立教大学・日本鳥学会
  - 協力 （独）国際観光振興機構
- 開催期間  2014年8月18日（月）〜8月24日（日）（本会議5日間）
- 開催場所  立教大学　〒171-8501　東京都豊島区西池袋3-34-1
- 主催責任者
  - IOC2014実行委員会委員長　上田恵介　（立教大学理学部生命理学科教授）
  - IOC2014国内委員会委員長　樋口広芳　（東京大学名誉教授、慶應義塾大学特任教授）
  - IOC2014準備委員会委員長・IOC2014実行委員会事務局長   西海功　　（国立科学博物館動物研究部研究主幹）
  - IOC2014実行委員会募金委員長   酒井秀嗣　（日本大学歯学部准教授）
- 事務局　〒102-0083　東京都千代田区麹町3-1-1　麹町311ビル9階　（（株）アイ・エス・エス内）
- 開催計画の概要（抄）
  - 主要トピックス（プレナリーレクチャー）
    - Franz Bairlein（ドイツ）　統合的手法による渡りの調節の理解
    - Tim Blackburn（イギリス）　 外来鳥類の侵入経路の追跡
    - Vicki Friesen（カナダ）　海鳥の種分化：モデル系か進化のハズレ者か？
    - Helen James（アメリカ）　鳥類学的視点からのハワイ諸島および北東太平洋における保全古生物学
    - Cao Lei（中国）　 東アジアにおける渡りの経路ー水鳥たちのチャレンジ
    - John N. Maina[4]（南アフリカ）　鳥類呼吸器系の機能的デザイン
    - Kazuo Okanoya（日本）　さえずりの言語学
    - Hugh Possingham（オーストラリア）　鳥類の保護とモニタリング：意思決定のための科学的手法
    - Katherine Renton（メキシコ）　オウム類の生態学的な必要条件：限定要因と研究課題
    - Frederick H. Sheldon（アメリカ）　マレー諸島再訪：最近の新発見が変える熱帯緒類の生物地理学

  - 参加予定者
    - 国内 0700人
    - 海外 0700人
    - 合計 1400人

  - 使用言語  英語